# Бисерово (Кировская область)
Бисеро́во — село в Афанасьевском районе Кировской области. Административный центр Бисеровского сельского поселения. С 1935 по 1955 года административный центр Бисеровского района.

## География
Расположено на правом берегу Камы в 55 км к востоку от железнодорожной станции Шлаковая, Горьковской железной дороги (посёлок Песковка), в 25 км к северу от посёлка Афанасьево, в 275 км к северо-востоку от Кирова.

## История

### Топонимика
По одой из гипотез, название села происходит от формы Бисер, Бесер, сокращённой от названия бесермян — малочисленного народа, близкого удмуртам, но имеющего булгарские корни и позднее перенявшего удмуртский язык. Этноним бесерман (как и созвучное русское «басурманин») происходит благодаря тюркскому и персидскому влиянию от арабского muslim ‘мусульманин’ (букв. «послушный»).
Согласно другой точке зрения, подобные топонимы встречаются по территории всего Верхокамья (ср. Бисера (приток Белой), Бисерть и т. д.). Первичным, таким образом, является, по-видимому, название реки. Гидронимы такого типа нельзя отделять от названия Вишера (коми Висьӧр), происхождение которого остаётся предметом дискуссий: выдвигались гипотезы об этимологии от саамского «северная река», коми «железоносная река» или коми «пограничная река, река с узорами (писаницами)».
О раннем заселении территории современного Бисеровского сельского поселения сообщают 15 средневековых источников VII—XIV веков. Село Бисерово возникло на правом берегу реки Камы у устья речки Зюзьбы в начале XVIII века, в 1710—1712 годах здесь была построена деревянная Никольская церковь. Напротив села — на левом берегу Камы — на десятки километров тянутся на запад кайские леса. Село имело несколько названий: до 1917 года оно называлась Никольское, Зюздино-Воскресенское. В состав Зюздинской волости, образованной в конце XVI века с погостом Зюздино (Афанасьево), село входило с 1735 года.
Топоним Зюздино, общий для всей территории современного Афанасьевского района, согласно писателю из Кудымкара В. В. Климову мог произойти от слова Дзудзин. Дзузь, по его утверждению, — личное языческое имя народа чудь. Наречие дын (коми дін) означает «около, возле». В другой версии, согласно тому же Климову, от удмуртского воршудно-родового имени Чудзя коми-пермяки переиначили Дзуздя, а русские, в свою очередь, адаптировали произношение как Зюздя. Возможно ещё одно объяснение топонима Зюздино: Сюзь-дин — «в устье Сюзьвы», дословно «в устье [реки] филина». Зюздя, согласно древней легенде, — имя богатырши, которую верховное божество народа чудь наградило семью грудями, чтобы вскормить семерых сыновей-близнецов, от которых и начал свой род зюздинских пермяков. Согласно версии краеведа П. И. Варанкина, Зюздино — искажённая вариация имени речки Зюзьбы. Зюздино как составная часть названий населённых пунктов Зюздинского края образует топонимы Зюздино-Афанасьевское, Зюздино-Воскресенское (Бисерово), Зюздино-Георгиевское, Зюздино-Христорождественское (Савинцы) и т. д. Топоним был окончательно упразднён из обращения лишь в 1963 году с переименованием Зюздинского района в Афанасьевский район и Зюздино-Афанасьево в Афанасьево.

### Село Никольское в XVIII столетии
Одно из первых упоминаний о селе (согласно краеведу П. Н. Луппову) относится к 1763 году. В этом году оно имело 10 ревизских душ. Следующая информация о селе уже относится к 1781 году. В «Ведомости о селениях Вятского наместничества за 1781 год» Кайской округи Зюздинской волости село Никольское — 10 мужского пола душ черносошных крестьян. Согласно этой же справке 4 декабря 1793 года Никольская церковь сгорела. В следующем 1794 году с разрешения Вятской епархии была возведена временная деревянная церковь также во имя св. Николая Чудотворца и освящена 18 марта.

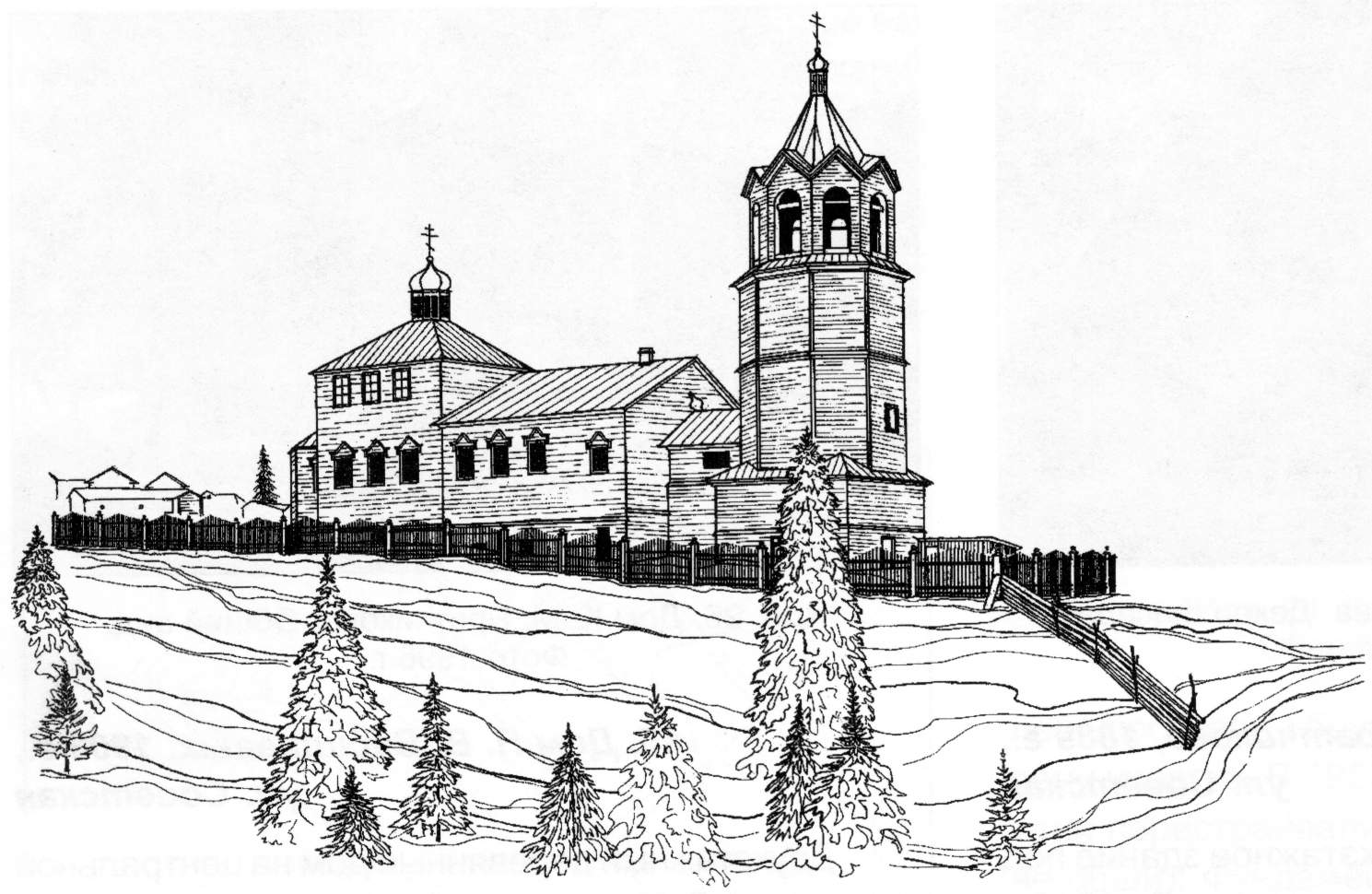
Церковь Воскресения в селе Зюздино-Воскресенском. Рис. с фото начала XX в. ГАКО.
«Храм стоял на высоком берегу р. Камы и был вписан в понижающийся к западу рельеф местности… Храм имел историческую ценность как наиболее старый из имевшихся культовых построек на территории района».

В 1795 году 24 июля епископ Вятский Лаврентий издал храмозданную грамоту на возведение постоянной деревянной церкви во имя Воскресения Господня с тёплым приделом в честь св. Николая Чудотворца. По соседству с малонаселённым селом Никольским (там проживали преимущественно семьи церковного причта, там же позднее размещалась двуклассная церковно-приходская школа) находилась многолюдная деревня Бисерова, которая сначала представляла собой совокупность деревень Васенёвы, Фадеевы, Боринцы. Со временем эти деревни стали улицами единой Бисеровской деревни. Административное разграничение села Зюздино-Воскресенского (Никольского) и деревни Бисеровской продолжало существовать вплоть до начала XX столетия.

### Село Зюздино-Воскресенское в XIX столетии
После постройки Воскресенской церкви село не сразу начало именоваться Зюздино-Воскресенским. Всю первую половину XIX столетия оно продолжает фигурировать в документах Вятского губернского правления и Вятского губернского статистического комитета под именем Никольского. В связи с ликвидацией Кайского уезда в 1802 году село Никольское и деревня Бисерова были переданы Глазовскому уезду. В деревне располагалось волостное правление. В 1873 году в приходе села Никольского насчитывалось 317 деревянных и один каменный дом.
В анкетных сведениях о Зюздино-Воскресенском приходе Глазовского уезда за 1882 год сказано, что православных насчитывается 2772 человека, в том числе 1414 мужчин и 1468 женщин. «Все русского племени. Единоверцев нет. Раскольников австрийской секты, поповского толка, именующих себя старообрядцами, в приходе 42 мужчины и 54 женщины. Магометан и язычников нет». Первая земская школа в Зюздино-Воскресенском была открыта в 1870 (или в 1871) году. Во второй половине 1870-х годов Воскресенская смешанная школа грамотности стала называться Воскресенским народным училищем. До земской школы попытки организации школьного дела предпринимались в 1861 году. В 1893 году в селе была открыта церковно-приходская школа с 21 учащимся.

### Село Зюздино (Бисерово) в XX столетии
По инициативе Вятской губернской земской управы в 1890-х годах в Глазовском уезде были открыты «пятирублёвые сельские библиотеки». В 1898 году их было в уезде 275, в том числе в Бисеровской волости 7. Однако к 1914 году из-за отсутствия финансирования их остаётся в уезде 107, и лишь одна в Бисеровской волости — Кладовская библиотека. Поэтому 19 ноября 1906 года открывается Зюздино-Воскресенская библиотека, созданная на средства известного книгоиздателя Ф. Ф. Павленкова, завещавшего своё состояние на расширение действующих и создание новых 2018 сельских библиотек-читален. После 1917 года Воскресенская народная библиотека стала называться Бисеровской волостной библиотекой, в 1999 году бывшей Бисеровской районной библиотеке присвоено имя Ф. Ф. Павленкова.
В начале XX столетия согласно данным книги «Вятская епархия. Историко-географическое и статистическое описание» (1912 г.) в приходе уже 2265 мужчин и 2279 женщин. Старообрядцев 142 мужчин и 138 женщин (приход состоял из 70 селений вокруг Зюздино-Воскресенского, расстояние между которыми от четверти версты до 28 вёрст). В Бисерове имелся свой фельдшерский пункт.

### Установление советской власти

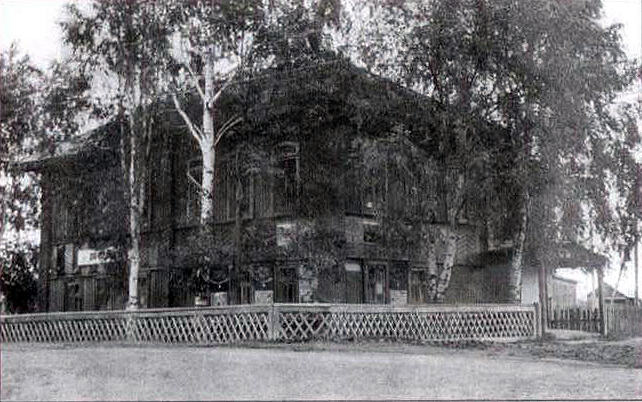
Дом купца К. М. Братчикова построен в 1889 г., до 1919 г. его собственность. Позднее здесь была школа, в 1935—1955 Бисеровский райком партии. После — сельский Совет.

Установление советской власти на территории села произошло бескровно. Первым председателем Бисеровского волисполкома был назначен Пантелеймон Николаевич Лучников. Драматичные события в связи с восстанием под руководством купца К. М. Братчикова произошли позднее. Весной 1918 года местные комбеды (комитеты бедноты) приступили к изъятию излишков хлеба. В Бисерове этому воспрепятствовал Константин Братчиков с сыном Петром, бывшим поручиком царской армии. Решением Бисеровского волисполкома на купца Братчикова была наложена контрибуция в сумме 25 тыс. рублей. Приехавший 19 июля 1918 года из Глазова заместитель председателя уездного исполкома А. И. Соболев, потребовал от Братчикова уплаты денег. Купец выплатил половину суммы наличными, а за оставшейся половиной попросил разрешения съездить в уездный Глазов. Не подозревавший подвоха комиссар отпустил купца в Глазов, дав ему трёхдневный срок и обеспечив мандатом на проезд. Выехавший из села купец в Глазов не поехал, а начал собирать по окрестным деревням отряд самообороны против советской власти.
Оставив в Бисерове основной отряд дружинников, ничего не подозревавший А. И. Соболев с двумя красноармейцами и двумя дружинниками направился 20 июля в Афанасьево, но в лесу под деревней Рагоза на отряд внезапно напали восставшие кулаки. Разрывом гранаты основные силы красноармейцев во главе с комиссаром А. И. Соболевым были уничтожены. Лишь одному дружиннику удалось скрыться. Добравшись до Афанасьево, он сообщил волостному начальству о начале кулацкого мятежа, предупреждённые об опасности члены афанасьевского волисполкома перешли на нелегальное положение, разошлись по окрестным деревням и начали готовить силы для подавления восстания. Восставшие повстанцы объявили с балкона бывшего волисполкома о ликвидации советской власти в волости и передаче власти в руки местной управы. Так продолжалось до тех пор, пока большевикам не удалось сформировать отряды рабочих на заводах Омутнинска, Песковки и Кирса для подавления восстания, но К. М. Братчикову с сыном Петром после восстановления советской власти удаётся скрыться.
В начале марта 1919 года Бисерово оказалось на территории, подконтрольной армии А. В. Колчака. В мае месяце того же года в результате контрнаступления частей Красной армии из Омутнинска на колчаковцев Бисерово было освобождено от частей Белой армии. Однако мирное время наступило лишь после того, как в Бисеровской волости были уничтожены бандитские отряды Тронина и Родиона Порубова. Отряд Тронина расквартировался в Бисерове и разъезжал по окрестным деревням, занимаясь грабежами, расстрелами без суда и следствия, немотивированным террором местного населения. Командир отряда Тронин имел мандат члена Уральского областного Совета. Вскоре он был арестован, выслан в Глазов и расстрелян.

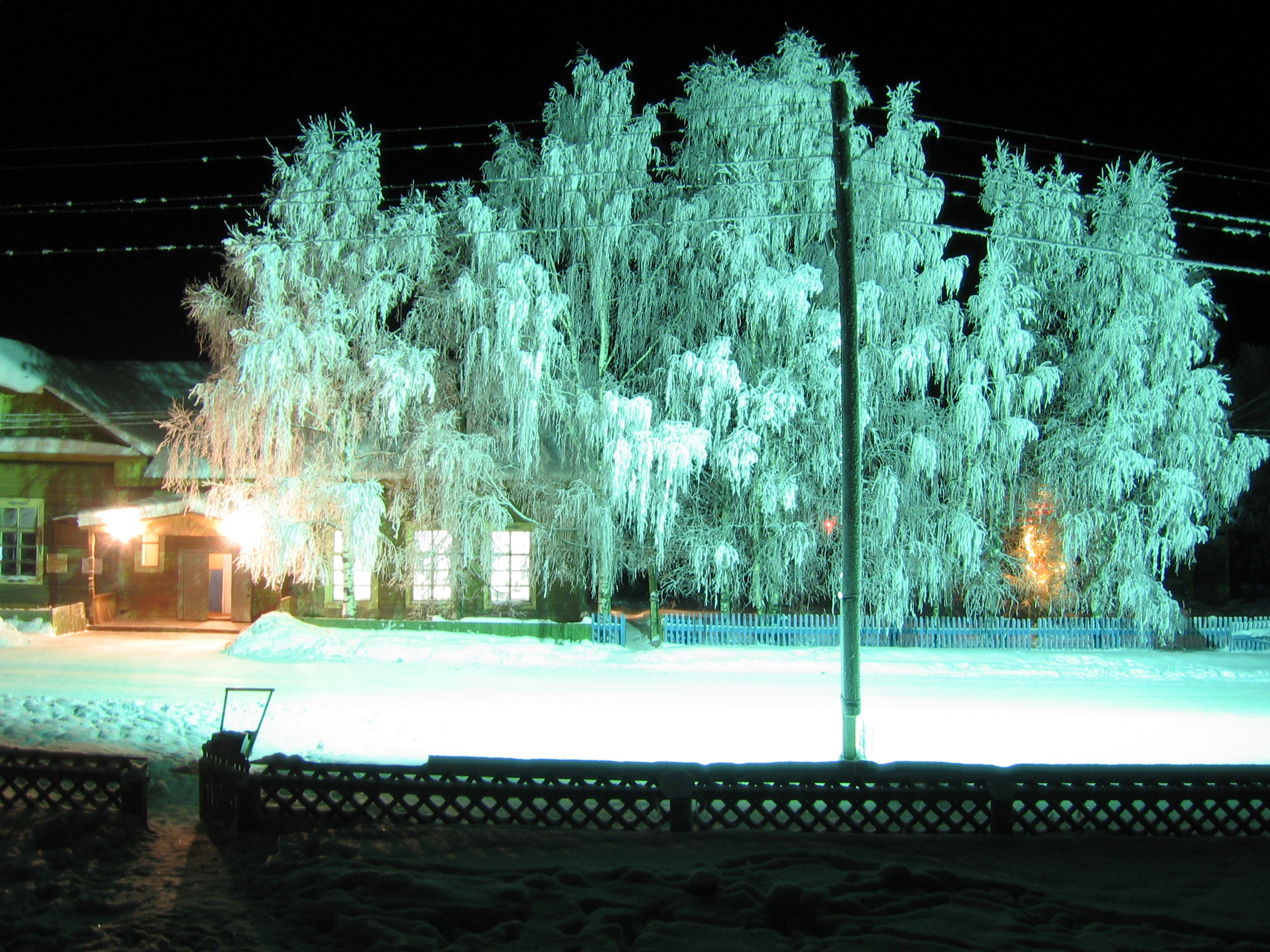
Бисерово зимой. Здание бывшего районного Дома культуры было построено в 1938 г. из материала разрушенной Никольской церкви.

Родион Порубов из деревни Порубовы — бывший купец и активный участник восстания 1918 года. Он и его помощник Ларион Порубов активизировали свою деятельность в связи с голодом 1921 года. Вскоре красноармейцам удаётся арестовать Родиона Порубова, арестованный, он содержался в Омутнинске, откуда ему удаётся бежать. Бандиты выбрали своим убежищем старообрядческую деревню Кувакуш. Здесь Родиону Порубову выстрелом в окно удаётся убить своего преследователя — милиционера Носкова. После этого бандиты ещё долгое время скрываются в лесах, не переставая совершать набеги на местные кооперативы, пока год спустя, в октябре 1922 года банда не была ликвидирована полностью двумя вызванными из Вятки и из Омутнинска отрядами ОГПУ.
В первые годы советской власти внешне жизнь села протекала без больших изменений, поскольку значительная часть населения жила за счёт натурального хозяйства. По прежнему, не было телеграфной, телефонной связи, радио, электричества. Продажей промышленных товаров занималось сельпо, чей ассортимент ограничивался, как правило, солью, керосином и спичками. Сахар выдавался по разнорядке. Первые мероприятия советской власти, коснувшиеся бисеровцев (если не считать продразвёрстки), касались преимущественно образования, здравоохранения. В 1926 году появились первые летние детские ясли. С января 1925 года начинает свою работу Бисеровская волостная изба-читальня, которая берёт на себя организацию праздников, вечеров с докладами, собраний по общественно-политическим вопросам, политкружков.
Бисеровское купечество, состоятельные крестьяне, часть священнослужителей покинули волость ещё с отступающими частями колчаковской армии. Воскресенская церковь была закрыта в 1930 году и окончательно уничтожена в 1932 году. Местный партактив занят работой по коллективизации крестьянских хозяйств, но работа по организации колхозов, по его собственному признанию, продвигается медленно. Положение изменилось после реорганизации Зюздинского района в Зюздинский и Бисеровский район в 1935 году. Получив самостоятельность, район начинает развиваться более динамичными темпами, пока в 1955 году не происходит обратное слияние двух районов в единый Зюздинский район.

### Земледелие и промышленность

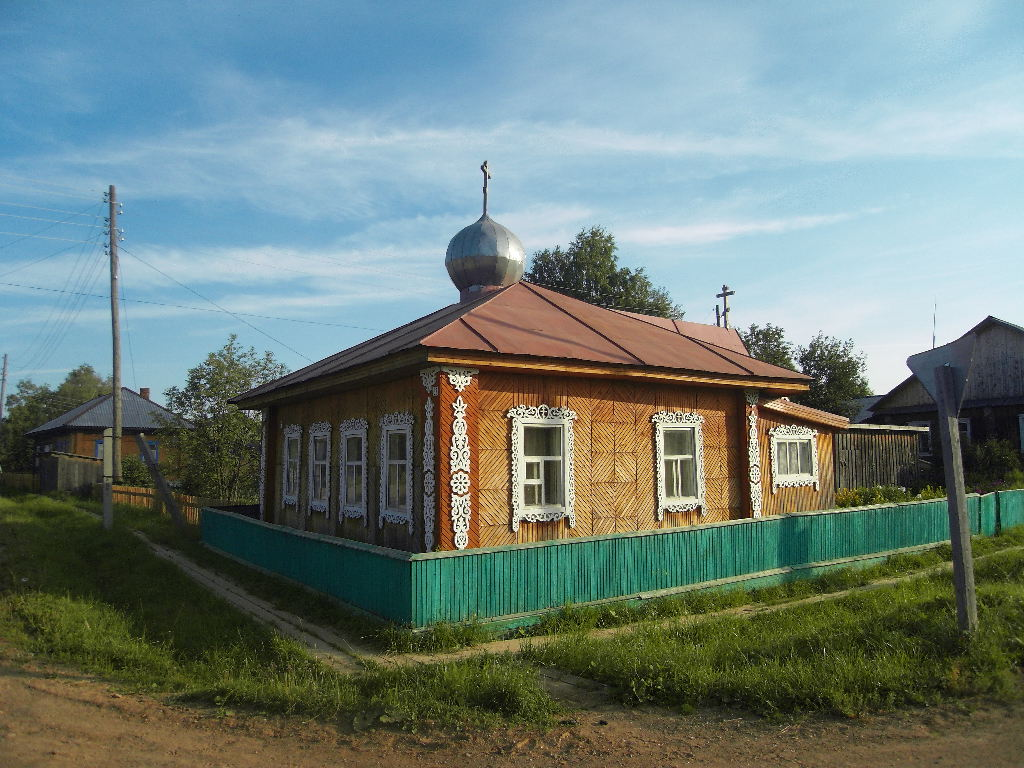
Сейчас функцию церкви выполняет молельный дом.

Главное занятие местного населения — земледелие, зажиточные крестьяне занимались продажей хлеба горным заводам Омутнинскому, Песковскому, Залазнинскому, в Глазов и Кирс, винокуренным заводам Александрова и Васильева и даже в пределы Пермской губернии заводскому населению Соликамского и Чердынского уездов, при этом, как свидетельствует историк Н. П. Штейнфельд, при крупных поставках хлеба цену на рынке формировали не скупщики и профессиональные хлеботорговцы, а крестьянская масса, которой удалось во время скупок хлеба пастуховскими заводами в 1891 году поднять цену ржи с 85 копеек за пуд до 1 рубля 60 копеек. Но обычная урожайность зерновых составляла от 50 до 100 пудов с десятины (8—16 центнеров с гектара), некоторые бедняцкие хозяйства не могли обеспечить хлебом самих себя.
Сеяли в основном рожь, овёс, немного ячменя, льна и картофеля. Пшеницу сеяли только в кулацких хозяйствах. Местное животноводство было малопродуктивным. В каждом хозяйстве было не менее одной лошади, но телег и летних дорог не было совсем. Зимой грузы возили на санях, летом на так называемых волокушах. Среди прочих популярных ремёсел портные, печники, сапожники, кузнецы, пимокаты. Бисеровские артели плотников можно было найти на Урале, в Сибири, Москве, Санкт-Петербурге, в Вологде и Великом Устюге. Бисеровцы занимались также вывозкой железной руды на повозках от соседнего села Георгиево для Песковского и Кувинского заводов, вырубкой леса и лесосплавом.

## Короленко и Бисеровская волость

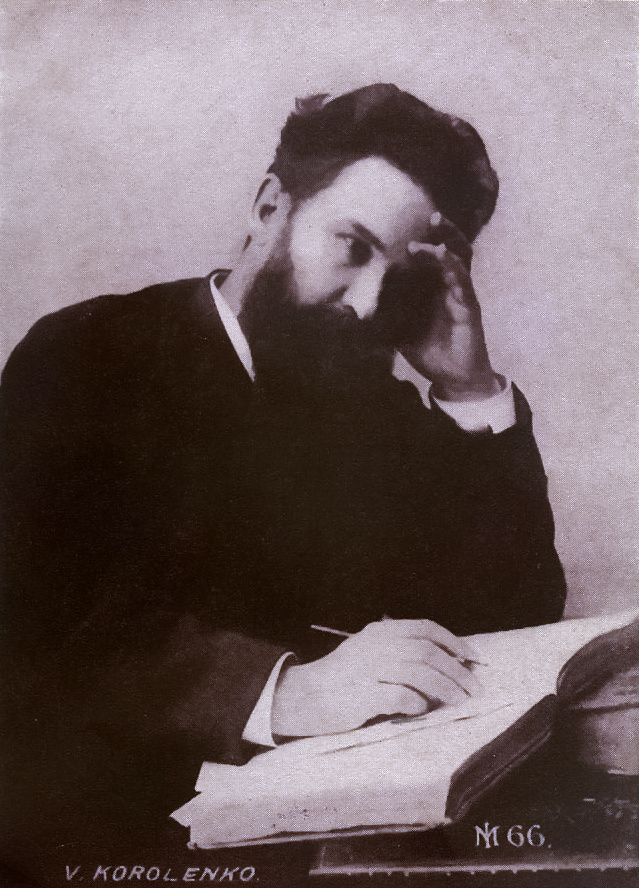
В. Г. Короленко в 1880-е годы.

В конце мая 1879 года В. Г. Короленко был сослан в вятскую ссылку, которую первоначально отбывал в городе Глазов, пока в результате столкновения с вятской и глазовской администрацией не был отправлен в Бисеровскую волость с местом поселения в удалённых Берёзовских Починках. Попав в бисеровские края, писатель обнаружил там политических и уголовных ссыльных, вынужденных, как и он, приспосабливаться к непростым условиям существования среди местного населения. Картины жизни Бисеровской волости вызвали в нём смешанное чувство удивления, неприятия отсталости и дикости местных нравов, а также восхищения красотой прикамской природы. В этот период он пишет очерки «В Берёзовских Починках», отрывок «Смерть», незаконченную автобиографическую повесть «Полоса». В ссылке Короленко познакомился с Э. Л. Улановской, ставшей прототипом героини написанного им в 1880 году очерка «Чудная». Часть накопленных здесь материалов была использована позднее для написания мемуарной работы «История моего современника» (1905—1921 гг.).
Писатель подробно анализирует быт, религиозные верования, отношение к верховной власти как среди ссыльных, так и среди деревенских жителей. Период пребывания в этой ссылке был непродолжительным: с 25 октября 1879 года по 26 января 1880 года.
Позднее одним из своих псевдонимов в журнале «Русское богатство» писатель выбрал имя Парфён Зырянов. Зырянов — распространённая фамилия северных волостей Вятской губернии (см. Коми-зыряне).
В память о пребывании писателя в Бисеровской волости его именем были названы колхоз, улица в селе Бисерово, с 1987 года проводятся Короленковские чтения в Афанасьевском районе. В 1990 году учреждена премия имени В. Г. Короленко. Её лауреатами стали В. А. Ситников, В. А. Бердинских и Н. С. Серова.

### Бисерово в «Истории моего современника»
Описание пребывания в вятской ссылке в автобиографической работе «История моего современника» незначительно отличается от аналогичного описания в письмах Короленко родным зимой 1879—1880 года. Итоговая книга писалась в конце жизни писателя, в 1905—1921 гг., когда некоторые детали могли забыться. Так маршрут следования из Глазова в Берёзовские Починки в «Истории» пролегал вдоль р. Вятки, затем следовала переправа через Вятку, первая встреча с бисеровцами в перевозной избе на другом берегу Вятки, дальнейшая поездка в Бисерово, затем в Афанасьевское и лишь затем в Берёзовские починки. Из писем к родным следует, что переправившись через Вятку, писатель проследовал через Лупью и переправился через Каму в районе села Харино (вблизи Афанасьево, где располагался становой пристав), затем его путь лежал через Бисерово, а после этого Короленко отправился к месту поселения — в Берёзовские Починки вдоль холмистого правого берега Камы (в «Истории» писатель упоминает деревню Корогово), затем вторично переправился через Каму в районе Часовни и спустился вдоль по Каме ещё на шесть вёрст, оказавшись на самой северной окраине Бисеровской волости.
После некоторых препирательств с починковцами писатель вынужден был поселиться в чёрной (курной) избе Гаври (Гавриила Филипповича) Бисерова. Такими же модифицированными формами личных имён называют друг друга и другие жители Починков, Бисерово, Афанасьевского и окрестных деревень: Дуранёнки — Алексей Максимович и Павел Дорофеевич Шмырины; Микешка — Никифор Никонович Лучников; староста Яков Молосной — Яков Ефимович Кытманов, Васька Филёнок — Василий Филиппович Бисеров и т. д. В. Г. Короленко весьма точно воспроизводит местную речь, частично сохранившую отдельные черты до сих пор:: пола́ («Чай, Кама-те пола́»), чё-ко-ся («Заголодал я вовсе… ем бы я чё-ко-ся, мамка»), ино́ («Иди ино́ к нам, Володимер»), дак («Ну-к што, свалится дак? Опять поставим…»), то́-оно.

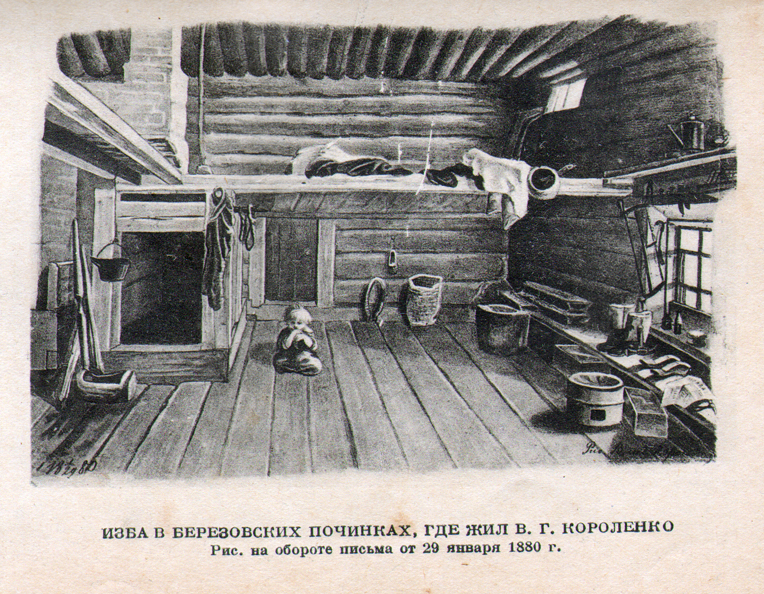
Изба Георгия Бисерова — второе жильё писателя в Берёзовских Починках. Рисунок В. Г. Короленко.

Всё здесь, начиная с языка, указывало на обеднение культуры и регресс. Язык починовца отличался местными особенностями нашего северо-востока и Сибири. Здесь, например, говорили «с имя» вместо «с ними». Но некоторые выражения я встречал только в Починках и вообще в Бисеровской волости. Было тут слово «то́-оно». Починовец прибегал к нему каждый раз, когда ему не хватало подходящего слова, а случалось это постоянно, точно в самом деле русский язык в этих дебрях оскудел. «То́-оно» означало что угодно, и слушатель должен был сам догадываться, о чём может идти речь. Это было нечто вроде существительного, общего и смутного, пригодного для любого понятия и точно не выражающего никакого. Починовцы сделали из него и глагол — «то́онать». — «Мамка, скажи Ондрийку… Пошто он то́онат!» — жаловался один парень на другого, и мать понимала только, что между парнями возникло неудовольствие. Такое же неопределённое значение имело слово «декаться». Я истолковал его себе в смысле быть где-то, возиться с чем-то… «Долго декается парень», — это означало, что парень отсутствует неизвестно где и неизвестно что делает.

Вообще наш язык, богатый и красивый, в этих трущобах терял точность, определённость, обесцвечивался и тускнел. Отражалось, очевидно, обеднение сношений с внешним миром… — В. Г. Короленко, «История моего современника». Книга третья. Гл. Х, «Искорки».
Реальные имена персонажей его повествования, как отмечают комментаторы писателя С. В. Короленко и Н. В. Короленко-Ляхович со ссылкой на П. Н. Луппова, были также изменены. Глушь, в которой оказался писатель, он охарактеризовал как «край света». Ещё в Глазове Короленко узнал о том, что о Берёзовских Починках шла очень мрачная слава. По словам Короленко, некто уголовный Августовский, высланный за дебош в Починки, сбежал оттуда в Петербург к своей любовнице. Та к тому времени ему изменила и донесла на беглеца в полицию. Августовского судили судом присяжных, и те его оправдали, услышав от Августовского «яркую картину своих страданий в Берёзовских Починках», так что это место на некоторое время стало любимой темой столичных фельетонов.

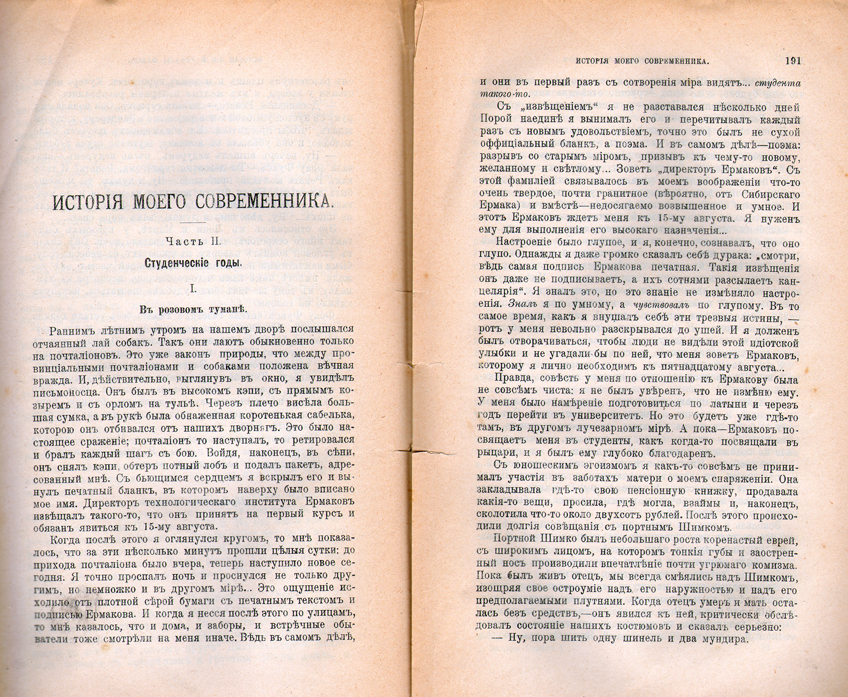
Начало публикации второго тома «Истории моего современника» в журнале «Русское богатство», 1910 год, январь.

Уже при первой встрече с бисеровцами в перевозной избе на берегу Вятки (возможно, здесь писателю изменяет память — Вятка не пересекает путь из Глазова в Бисерово) Короленко слышит глухие угрозы в свой адрес: «Смотри ты у нас!… Чуть что, мы вас всех в Каму побросам!… — Живи смирно, а не то косточки переломаем. — Выволокем в лес… мать родная костей не сыщет». Вскоре, однако, писатель-дворянин освоился среди местного населения, первоначальные оценки местных жителей несколько уточнились, но окончательно не изменились. По его словам, предки починовцев — новгородские ушкуйники, — жили здесь дико, но свободно. Короленко с удовлетворением отмечает следы этой вольности в современных бисеровцах: собравшись вместе, они отбили весь скот у местного урядника-вотина, предназначавшийся в уплату за недоимки. В самих Починках отец Гаври легко уклонился от повинности военной службы, выпавшей ему, он «отбегался» от неё в лесу. В обоих случаях эти проявления самовольства не имели никаких последствий в силу ограниченности административного воздействия.
Тёмных и неразвитых местных жителей писатель называет аборигенами, хотя аборигенами в точном смысле слова можно было считать лишь пермяков-зюздинцев. Примеры этой отсталости писатель приводит в большом количестве: полное отсутствие дорог, административного влияния, грамотности, медицины, почти полное отсутствие огородничества, вследствие чего местная кухня почти целиком исчерпывалась брагой, ячменным хлебом, пиканами, ячменными шаньгами, щтями (не путать со щами) — местный суп из муки и ячменной крупы. Головка лука считалась деликатесом. «Всё это было похоже на питание пещерных людей», — пишет В. Г. Короленко.

— Мы край света живём, под небо сугробившись ходим, — улыбаясь говорил мне балагур Гавря. — Про нас это в прочих местах бают, будто бабы у нас бельё полощут, вальки на небо кладут…
И действительно, впоследствии мне довелось изъездить много русского света. Побывал я и в дальней Сибири, но такой глуши не видывал
— В. Г. Короленко, «История моего современника». Книга третья. Гл. Х, «Край света живут, под небо сугробившись ходят».
Но главное, что удивляет писателя, это не столько отсталость материальной, сколько неразвитость духовной культуры. Владимир Короленко был неприятно удивлён тем, что в доме Гаври Бисерова он был единственным, кто праздновал Рождество 1880 года, в то время как все остальные, как ни в чём не бывало, были заняты обычной повседневной работой. Будучи атеистом, писатель оказался «белой вороной» среди православных верующих починовцев и отмечал этот любимый с детства семейный новогодний праздник с тоской одиночества и отчуждения в душе. По мнению писателя, православная вера местных жителей носила скорее обрядовый характер и не имела в себе признаков подлинной религиозности: «В этом лесном углу никакой в сущности религии не было». В то же время, по словам Короленко, «починовец весь был окружён потусторонним миром»: лешаками, колдунами, лихоманками, русалками, огненными змиями и т. д.
Сильное впечатление произвела на писателя встреча с местной девушкой-сказительницей:

Я очень жалел, что не мог срисовать её. Черты её смуглого лица были необыкновенно тонки и красивы, а глаза сразу загорелись каким-то внутренним одушевлением. К сожалению, я теперь не помню «старинного сказа» или былины, которую она сказывала ровным певучим голосом, точно прислушиваясь к чему-то. Вполне ли она понимала всё, что запало её в душу из таких же рассказов какой-нибудь старой бабушки. Едва ли… На неё смотрели, её слушали с удивлением, и, кажется, она сама так же удивлялась голосам старины, говорившей её устами.— В. Г. Короленко, «История моего современника». Книга третья. Гл. Х, «Искорки».

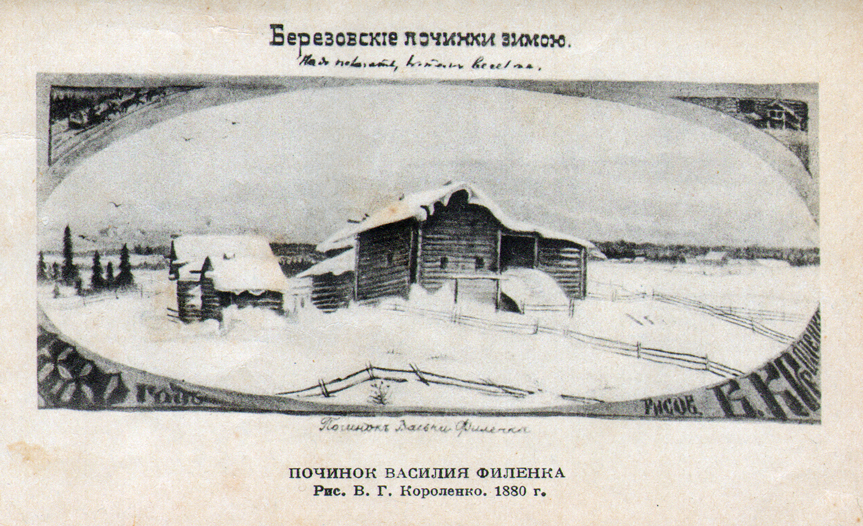
Починок Василия Филёнка. Рисунок В. Г. Короленко.

Невыразительный в целом язык Гаври Бисерова по временам тоже «расцвечивался особым богатством и яркостью, вспыхивая совершенно неожиданными огнями». По мнению Короленко, заслуги самого Гаври в этом не было — его устами говорило прошлое, новизна и разнообразие жизни были совершенно чужды починовцу, но тем интереснее в этих «проблесках непосредственной природной даровитости» было увидеть первобытную новгородскую старину, сохранившуюся здесь от внешних влияний.
Озабоченный идеями революционного переустройства общества, Владимир Галактионович занят преимущественно судьбами таких же, как он, ссыльных. О «народной правде» писатель говорит лишь с иронией: «Люди жили точно несколько столетий назад. О современных общественных отношениях не имели ни малейшего понятия». Короленко приводит в качестве примера мнение местных жителей, разделяемое некоторыми ссыльными крестьянами, о том, что царь в России избирается сроком на 25 лет, следовательно, в 1880 году предстояло избрание сенаторами нового царя, теперь уже на восемь лет. Подесятинное владение землёй, по словам Гаври Бисерова означало следующее: «Выезжай в поле и становись поперёк с сохой и лошадью. Только и твоей земли. Правда, — в длину паши сколько хочешь, хоть до самого неба… Да неудобно, узко. Это и называется подясетинно».
Представления о собственности у местных жителей тоже довольно своеобразные. Они никогда на запирали дома на замок, лишь припирали двери палкой. Но стоило кому-нибудь положить по ошибке деньги не к себе, а к соседу, то они по праву переходили к нашедшему, даже если потерявший тут же заявлял о своей пропаже. Ссыльный писатель соглашается с мнением Улановской, что этих людей нельзя назвать народом. Рассказ «Как меня победила лесная нежить» о молодом, благополучном и красивом старосте Берёзовских Починков Якове Молосном, трагическим свидетелем и участником которой неожиданно стал сам Короленко, довершает картину непонятной для молодого писателя-народника жизни народа, делу освобождения которого он намеревался посвятить свою деятельность.

Я хотел сказать кому-нибудь, чтобы убрали косу, но, оглянувшись, увидел себя в центре какого-то повального безумия. В избе водворился настоящий шабаш. Все члены семьи, особенно женщины, похватав заготовленные на стенах орудия, размахивали ими, как сумасшедшие, в надежде убить невидимую лихоманку. Даже девушка-подросток, сверкая в исступлении своими чёрными глазами на побледневшем лице, вертелась на середине избы, размахивая серпом. Только старуха-мать, видимо, не потеряла головы и могла ещё рассуждать. Я увидел её около себя: она тоже держала в руке большой нож-косарь и колола им в воздухе с таким расчётом, чтобы ранить лихоманку, когда она захочет навалиться на Якова.— В. Г. Короленко, «История моего современника». Книга третья. Гл. Х, «Трагедия лесной глуши».
Когда писателю удаётся успокоить Якова, мать больного кричит: «Пришла, пришла!» Короленко вновь пытается прекратить безумие, но ему указывают:

— Ай ты не видишь, Володимир? — прозвучал надо мной печальный голос матери.

Я взглянул пристально в лицо Якова, и дрожь прошла у меня по телу. Глаза его уставились в пространство с странным выражением истомы и безнадёжности. Всё тело ритмически двигалось под моими руками, из груди вылетали такие же ритмические прерывистые вздохи… Он походил на человека в любовном экстазе.— В. Г. Короленко, «История моего современника». Книга третья. Гл. Х, «Трагедия лесной глуши».

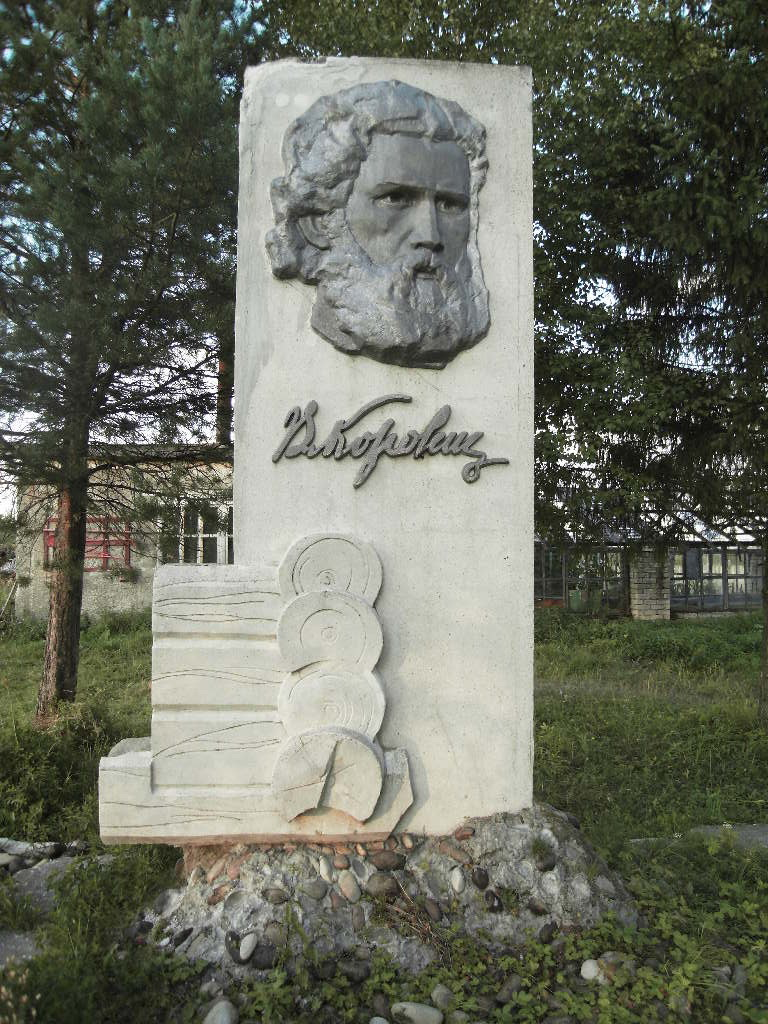
Памятник писателю в Берёзовских Починках на месте дома Гаври Бисерова.

Постепенно тело Якова в руках Владимира Галактионовича успокаивается и замирает навсегда. Необыкновенная смерть молодого и крепкого старосты повергла писателя в раздумья. Как повествует Короленко, соседи Молосных были уверены в том, что Якова утащила к себе нечистая сила. По общему мнению, Яков Молосной (Кытманов) был не только старостой, но и колдуном, за что и поплатился. Сам писатель отказывался в это верить, но сокрушённо оставил дом старосты, пригласившего его лечить, не оставшись ни на похороны, ни на поминки, «точно с поля битвы, где потерпел позорное поражение…»
Через месяц писатель меняет свою квартиру у Гаври Бисерова на дом Григория Филипповича Бисерова на другом берегу Камы. Молодой Владимир Короленко посещает местные посиделки, после чего ему находят невесту и предлагают жениться и осесть в Починках навсегда, но Владимир отказывает своей починковской невесте. Писателя радует прибытие политической ссыльной Э. Л. Улановской, в разговорах с которой он узнаёт свежие политические новости. Вскоре за самовольную отлучку в Афанасьевское (Короленко подрабатывал сапожником — чеботной промысел, по-местному, и нуждался в сырьё для работы) писателя отправляют в Вятскую тюрьму, затем в Москву, а затем в Вышневолоцкую пересыльную тюрьму.

## Зюздинские клады

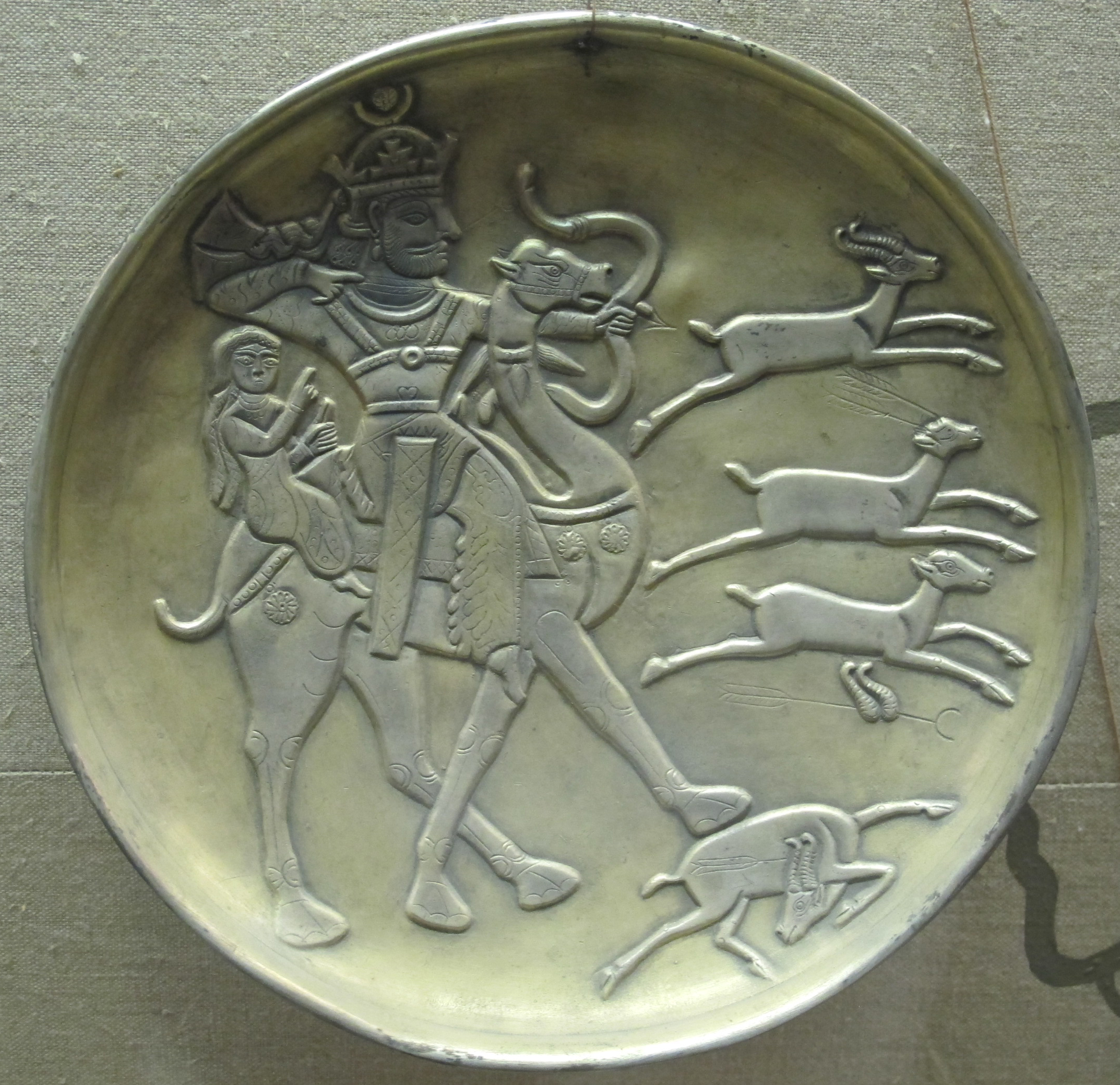
Серебряное блюдо «Бахрам Гур и Азадэ», найденное в кладе близ деревни Турушевы летом 1929 года, VII в., Иран.

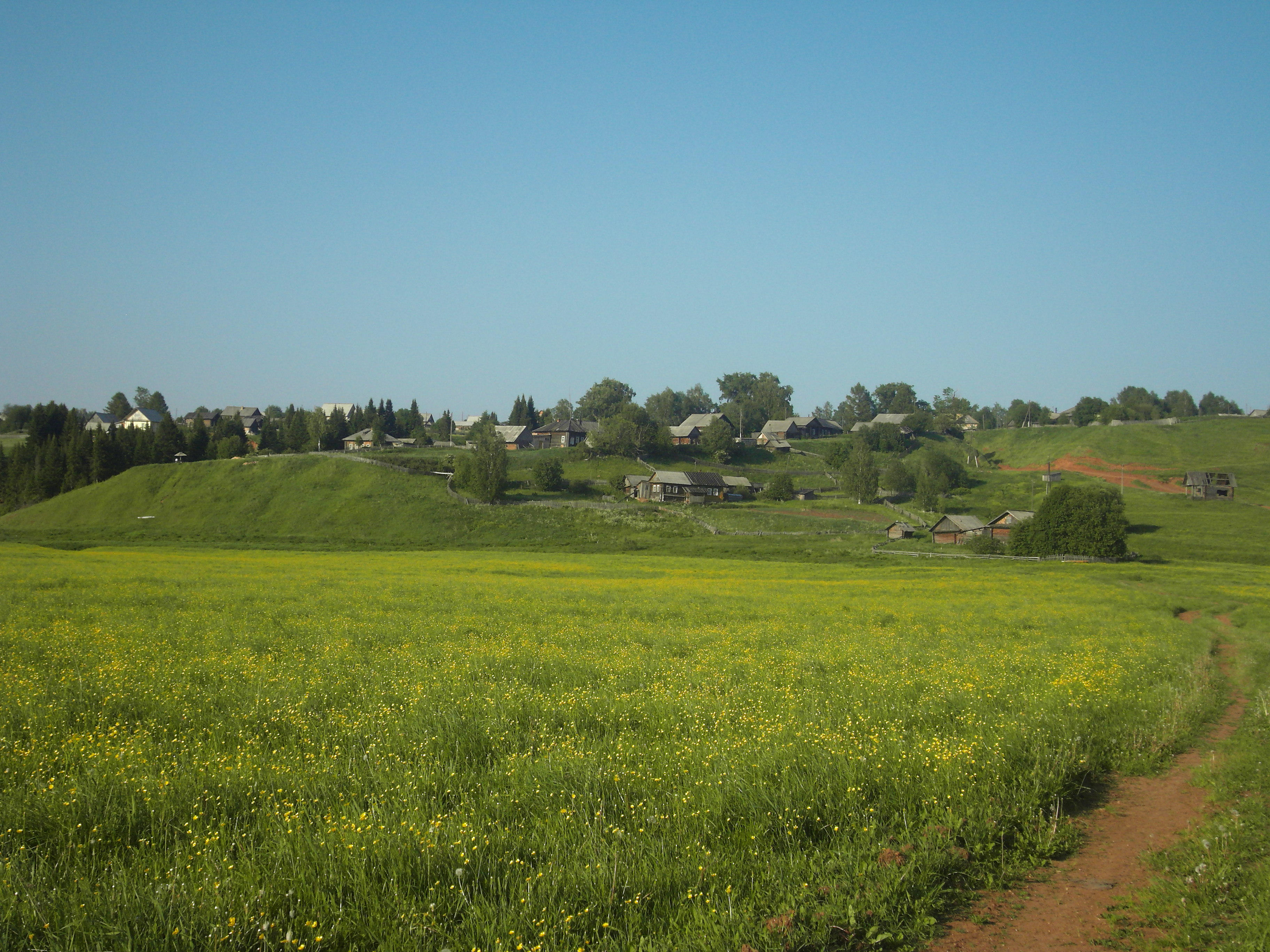
Вид на историческую часть Бисерово (бывшее село Никольское) со стороны Камы. На высоком берегу слева на месте беседки была расположена Воскресенская церковь.

Из девяти известных науке зюздинских кладов закамского серебра вблизи Бисерово были найдены два турушевских клада. Деревня Турушёвы примыкает к Бисерову на севере, их разделяет глубокий овраг. Первый турушевский клад «восточного серебра» был найден летом 1927 года. Мальчик, пастушивший на опушке леса, оступился и внезапно провалился в яму, которая, как выяснилось впоследствии, оказалась местом захоронения древнего клада. На дне ямы обнаружилось серебряное ведёрко, наполненное блюдами, шейными гривнами и светильниками. Два года спустя, летом 1929 года, был найден второй турушевский клад. Все его предметы были также изготовлены из позолоченного серебра.
Среди всего прочего клады содержали в себе блюдо с изображением царя Шапура II на охоте (800 грамм, 23 см, 310—320 год н. э.), ныне жемчужину эрмитажной коллекции сасанидского серебра. Иранское блюдо оказалось самым древним предметом клада. Оно изображало царскую охоту: обернувшийся назад всадник стреляет в поднявшегося на задние лапы льва. В нижней части изображения видно, что царской добычей уже стал один поражённый стрелой зверь, распростёршийся под копытами его коня
Помимо персидской посуды в кладе находились византийское и греческое серебро. Блюдо, изготовление которого относится к VII веку, изображает тёмный крест в обрамлении плюща. В кладе также были среднеазиатские светильники VIII века, в том числе четырёхрожковый светильник.
На дне одного из сосудов изображён слон, почитаемый буддистами в качестве священного животного, изображения на другом представляют собой бытовые картины ранних доисламских земледельческих обрядов: гранатовые деревья, символизировавшие множеством своих зёрен плодородие и многочадие. На рукоятке светильника выгравирована свернувшаяся в клубок пантера — атрибут античного бога Вакха-Диониса. На светильнике также изображены конь, олицетворяющий почитание священной воды, олень, наделённый целебным свойством своих рогов продлевать человеческое существования, и верблюд, как и гранатовое дерево символизирующий плодородие.
Одно из блюд клада изображает Vile — сюжет охоты на газелей царевича Бахрама Гура — он же сасанидский царь Варахран V (421—439). Позади него сидит рабыня Азаде. Сюжет охоты передан также в поэме Фирдоуси «Шахнаме», (т. IV, с. 730—731), относящейся к домусульманской эпической традиции. Оба клада хранятся ныне в собрании Государственного Эрмитажа.

## Предприятия
- «БиК»
- Бисеровское участковое лесничество
- Афанасьевский лесной отдел
- «Ритм»
- «Заря»